# Вратник (Сарајево)
Вратник је сарајевско насеље у општини Стари Град. На Вратнику се налазе Јајце касарна, Бијела табија, двије жуте табије (Јековац и Строшићи), Бедем око Вратника, Хендин мектеб и три капи куле (Вишеградска капија, Широкац и Плоча)
На Вратнику се налази деветогодишња основна школа која је до почетка рата носила назив Џавид Хаверић, а данас је Хамдија Крешевљаковић.